# 欒盈
欒盈（？—前550年），東周春秋時期晋国政治人物、将軍。欒氏，名盈，谥怀，又称栾怀子。《史记·晋世家》作栾逞（可能是为了避汉惠帝讳）。欒黶之子。

## 生平
前557年，晋平公继位，欒盈为公族大夫。栾黡死后，栾盈嗣位，前555年，晋国伐齐时，欒盈为下军佐，次年荀偃死后，欒盈为下军将。
前552年，栾盈的外公范宣子、舅舅士鞅父子欲诛除栾氏，士鞅和栾盈的母亲栾祁诬称栾盈谋反，栾盈逃到齐国。前550年，齐庄公支援栾盈纠合残党攻入晋国，先入曲沃，一度攻入晋国都城绛，范宣子、士鞅父子劫持与栾氏亲善的魏舒（魏献子）平定栾氏残党，曲沃人也倒戈攻打栾盈，栾盈被杀。